# 長野県高等学校の廃校一覧
長野県高等学校の廃校一覧（ながのけんこうとうがっこうのはいこういちらん）とは、長野県の廃校となった高等学校の一覧。対象となるのは学制改革（1948年）以降に廃校となった高等学校と分校である。名称は廃校当時のもの。廃校時に属していた自治体が合併により消滅している場合は現行の自治体に含める。また、現在休校中の学校は公式には存続していることとなっているが、休校中の学校は事実上廃校となっている場合が多いため、便宜上本項に記載する。
（）内は、廃校になった年（休校の場合は、その措置が取られた年）である。
小学校や中学校と異なり、生徒が在学中に在籍校が変更となることはほとんどなく、新設校が開校する年と旧校が閉校となる年は異なることが多い。また、統合した場合でも片方の高等学校が旧校の生徒が卒業するまで存続扱いとなる場合もある。

## 公立高等学校

### 長野市
- 長野県長野吉田高等学校定時制小田切分校（1956年）[1]
- 長野県中条高等学校定時制津和分校（1958年）[2]
- 長野県長野吉田高等学校定時制芋井分校（1962年）[1]
- 長野県中条高等学校定時制七二会分校（1962年）[2]
- 長野県長野吉田高等学校定時制柵分校（1963年戸隠分校へ統合）[1]
- 長野県長野吉田高等学校定時制鬼無里分校（1969年戸隠分校へ統合）[1]
- 長野市立第二高等学校（1968年長野市立高と統合、長野市立皐月高を経て2008年長野市立長野高等学校へ）[3][注釈 2]
- 長野県中条高等学校（2009年長野県長野西高等学校中条校へ改編）[2]

### 松本市
- 長野県松本真澄高等学校（1949年長野県松本蟻ヶ崎高等学校へ統合）[4]
- 長野県梓農業高等学校（1949年東筑摩西部農業高と統合し長野県梓川高等学校へ）[5]
- 長野県東筑摩西部農業高等学校（1949年梓農業高と統合し梓川高へ）[5]
- 長野県梓川高等学校定時制島立分校（1955年）[注釈 3]
- 長野県南安曇農業高等学校定時制会田分校（1965年）[6]

### 上田市
- 長野県丸子高等学校（1949年長野県丸子実業高等学校〈現：長野県丸子修学館高等学校〉へ統合）[7]
- 長野県小県蚕業高等学校泉田分校（1957年）[8]
- 長野県丸子実業高等学校定時制長久保新町分校（1959年和田分校と統合し南部分校へ）[7]
- 長野県丸子実業高等学校和田分校（1959年長久保新町分校と統合し南部分校へ）[7]
- 長野県丸子実業高等学校定時制西内分校（1960年）[7]
- 長野県丸子実業高等学校武石分校（1960年）[7]
- 長野県小県蚕業高等学校青木分校（1960年）[8]
- 長野県丸子実業高等学校南部分校（1965年）[7]
- 長野県上田東高等学校塩田分校（1965年）[8]
- 長野県上田東高等学校浦里分校（1965年）[8]
- 長野県上田東高等学校傍陽分校（1965年）[8]

### 岡谷市
- 長野県岡谷北高等学校（1949年長野県岡谷東高等学校へ統合）[9]
- 長野県岡谷東高等学校岡谷分校[9]（廃校時期不詳）
- 長野県岡谷東高等学校湊分校[9]（廃校時期不詳）
- 長野県岡谷東高等学校川岸分校[9]（廃校時期不詳）
- 長野県岡谷東高等学校長地分校[9]（廃校時期不詳）
- 長野県岡谷竜上高等学校（1981年）

### 飯田市
- 長野県飯田西高等学校（1949年飯田北高と統合し長野県飯田風越高等学校へ）[10]
- 飯田市立高等学校（1949年飯田西高と統合し飯田風越高へ）[10]
- 長野県飯田長姫高等学校定時制上郷分校（1956年）
- 長野県下伊那農業高等学校三穂分校（1952年竜峡分校へ統合）[11]
- 長野県下伊那農業高等学校伊賀良分校（1961年）[11]
- 長野県下伊那農業高等学校竜峡分校（1966年）[11]
- 長野県飯田長姫高等学校（2013年飯田工業高と統合し長野県飯田OIDE長姫高等学校へ）[12]
- 長野県飯田工業高等学校（2013年飯田長姫高と統合し飯田OIDE長姫高へ）[12]

### 諏訪市
- 長野県諏訪市立高等学校（1948年長野県諏訪商業学校・長野県諏訪女子商業学校と統合し、諏訪市立長野県諏訪実業学校を経て、1949年長野県諏訪実業高等学校へ）[13]

### 須坂市
- 長野県須坂高等学校定時制小布施分校（1976年）[14]
- 長野県須坂園芸高等学校（2015年須坂商業高と統合し長野県須坂創成高等学校へ）[15]
- 長野県須坂商業高等学校（2015年須坂園芸高と統合し須坂創成高へ）[15]

### 駒ヶ根市
- 長野県赤穂高等学校定時制中沢分校（1949年）[16]

### 伊那市
- 長野県伊那南高等学校（1949年伊那東高と統合し長野県伊那弥生ヶ丘高等学校へ）[17]
- 長野県伊那東高等学校（1949年伊那南高と統合し伊那弥生ヶ丘高へ）[17]
- 長野県上伊那農業高等学校東春近分校（1958年）[18]
- 長野県上伊那農業高等学校西春近分校（1958年）[18]
- 長野県上伊那農業高等学校美篶分校（1958年）[18]

### 中野市
- 長野県中野高等学校（2007年中野実業高と統合し長野県中野立志館高等学校へ）[注釈 4]
- 長野県中野実業高等学校（2007年中野高と統合し中野立志館高へ）[注釈 5]

### 大町市
- 長野県大町高等学校（2016年大町北高と統合し長野県大町岳陽高等学校へ）[19]
- 長野県大町北高等学校（2016年大町高と統合し大町岳陽高へ）[19]

### 飯山市
- 長野県飯山南高等学校（2007年飯山照丘高と統合し長野県飯山高等学校となり、2009年移行）[20]
- 長野県飯山照丘高等学校（2007年飯山南高と統合し飯山高となり、2009年移行）[20]
- 長野県飯山北高等学校（2016年飯山高へ統合）[20]

### 茅野市
- 長野県永明高等学校米沢分校（1951年）[21]
- 長野県永明高等学校北山分校（1952年湖東分校と統合し花蒔分校へ）[21]
- 長野県永明高等学校湖東分校（1952年北山分校と統合し花蒔分校へ）[21]
- 長野県永明高等学校豊平分校（1957年）[21]
- 長野県永明高等学校泉野分校（1957年）[21]
- 長野県茅野高等学校玉川分校（1964年）[21]
- 長野県茅野高等学校花蒔分校（1968年）[21]

### 塩尻市
- 長野県東筑摩農業高等学校（1948年塩尻高〈初代〉と統合し桔梗ヶ原高となり、1965年塩尻高〈2代目〉、2000年長野県塩尻志学館高等学校へ改称）[22]
- 長野県塩尻高等学校〈初代〉（1948年東筑摩農業高と統合し桔梗ヶ原高となり、1965年塩尻高〈2代目〉、2000年塩尻志学館高へ改称）[22]

### 佐久市
- 長野県望月高等学校〈旧〉（1949年川西高と統合し長野県望月高等学校〈新〉へ）[23]
- 長野県川西高等学校（1949年望月高〈旧〉と統合し望月高〈新〉へ）[23]
- 長野県岩村田高等学校〈旧〉（1949年岩村田城戸ヶ丘高と統合し長野県岩村田高等学校〈新〉へ）[24]
- 長野県岩村田城戸ヶ丘高等学校（1949年岩村田高〈旧〉と統合し岩村田高〈新〉へ）[24]
- 長野県北佐久農業高等学校（2015年長野県佐久平総合技術高等学校へ再編）[25]
- 長野県臼田高等学校（同上）[25]

### 安曇野市
- 長野県穂高高等学校定時制川手分校（1957年）[26]

### 南佐久郡
- 長野県南佐久農業高等学校（1949年佐久市の臼田高へ統合）
- 長野県南佐久実業高等学校南相木分校（1961年）

### 諏訪郡
- 長野県富士見高等学校定時制境分校（1952年）[27]
- 長野県富士見高等学校定時制落合分校（1953年）[27]
- 長野県富士見高等学校定時制原分校（1962年）[27]

### 上伊那郡
- 長野県辰野町立辰野高等学校（1949年長野県辰野実業高校〈同年5月19日長野県辰野高等学校へ改称〉へ統合）[28]
- 長野県辰野高等学校定時制小野分校（1953年）[28][注釈 6]
- 長野県赤穂高等学校定時制飯島分校（1955年）[16]
- 長野県赤穂高等学校定時制南向分校（1963年）[16]

### 下伊那郡
- 組合立下伊那阿南高等学校定時制平岡分校（1953年）[注釈 7]
- 組合立下伊那阿南高等学校定時制富草村分校（1955年）[注釈 8]
- 長野県下伊那農業高等学校生田分校（1956年市田分校へ統合）[11]
- 長野県下伊那農業高等学校喬木分校（1958年）[11]
- 長野県阿南高等学校定時制下条分校（1963年）[注釈 9]
- 長野県下伊那農業高等学校大鹿分校（1963年）[11]
- 長野県下伊那農業高等学校根羽分校（1964年）[11]
- 長野県阿南高等学校定時制遠山分校（1968年）[注釈 10]
- 長野県阿南高等学校新野分校（1970年）[注釈 11]
- 長野県下伊那農業高等学校高森分校（1958年市田分校から改称、1980年1月廃校）[11]

### 木曽郡
- 長野県木曽東高等学校定時制楢川分校（1954年）
- 長野県木曽東高等学校定時制上松分校（1970年）
- 長野県木曽東高等学校定時制大桑分校（1970年）
- 長野県木曽西高等学校（1982年木曽東高と統合し木曽高へ）[29]
- 長野県木曽東高等学校（1982年木曽西高と統合し木曽高へ）[29]
- 長野県木曽高等学校（2007年木曽山林高と統合し長野県木曽青峰高等学校へ）[29]
- 長野県木曽山林高等学校（2007年木曽高と統合し木曽青峰高へ）[29]

### 東筑摩郡
- 長野県梓川高等学校定時制山形分校（1956年）[注釈 12]

### 上水内郡
- 長野県中条高等学校定時制北小川分校（1957年南小川分校と統合し定時制小川分校へ）[2]
- 長野県中条高等学校定時制南小川分校（1957年北小川分校と統合し定時制小川分校へ）[2]
- 長野県中条高等学校定時制小川分校（1970年）[2]
- 長野県北部高等学校柏原分校（廃校時期不詳）[注釈 13]
- 長野県北部高等学校信濃尻分校（1989年）[30]

## 私立高等学校
- 埴生高等学校（1978年）
- 天竜高等学校（1978年天竜光洋高等学校へ改称後、1985年長野県松川高等学校へ改編）[31]
- 松本松南高等学校（2010年）
- ヒューマンアカデミー高等学校（2014年ヒューマンキャンパス高等学校への移行に伴い廃校[注釈 14]）